# 7 Summers
«7 Summers» (с англ. — «7 лет назад») — песня американского кантри-певца Моргана Уоллена, вышедшая 14 августа 2020. Этот «мечтательный», ностальгический трек, в котором Уоллен поёт о своей давно утраченной любви и вспоминает их роман, который, как следует из названия, произошел семь лет назад. Уоллен не решался включить его в свой грядущий второй студийный альбом, но передумал после того, как он стал фаворитом поклонников. Сингл достиг первого места в кантри-чарте Hot Country Songs и стал первым за 21 год треком сольного кантри-певца, дебютировавшим в десятке лучших (на 6-м месте) в основном мультижанровом американском хит-параде Billboard Hot 100.

## История
Во время карантина COVID-19, Уоллен был номинирован кантри-музыкантом Jake Owen для демонстрации демо в Instagram; он принял вызов и исполнил первый куплет и припев в апреле 2020 года. Первоначально он не был уверен, войдет ли эта песня в его второй альбом, однако передумал после того, как демо получило хорошие отзывы от фанатов, и стало вирусным видео в приложение для обмена видео TikTok, где до официального выпуска его просмотрели более 24 миллионов раз. 4 августа в ответ фанату, который написал в TikTok, что они ждут, когда Уоллен выпустит эту песню, он объявил, что песня будет выпущена на следующей неделе
В заявлении о выпуске песни Уоллен сказал: 
«Social media played a huge part in me releasing this song, especially this early. It’s a cool thing — me being on the fence about it, then being able to put it out and get people’s feedback. Seeing the response played the biggest part in this release. I think that speaks to just how much fans mean to me and fans mean to music. I’m glad I’m getting to put it out and glad people are loving it, I can’t wait for y’all to hear the full version».

## Музыка и слова
«7 Summers» включает оттенки таких жанров как кантри 1980-х годов и софт-рок с гитарными звуками и с лёгкой «островной» мелодией, в то время как «мечтательный» вокал Уоррена вспоминает о своей летней любви, которая ускользнула, и задается вопросом, думает ли она ещё о нем. Его ностальгия возвращает его к незабываемому лету, которое «слишком яркое», и одновременно указывает на то, что второй шанс с его прежним романом может быть возможен. Крис Партон из Sounds Like Nashville отметил, что эта песня является «горько-сладким гимном», отсылая к припеву, звучащему как путешествие во времени: «Тебе когда-нибудь будет грустно / это было семь лет назад». Уоллен также называет себя «мальчиком из Восточного Теннесси», своего родного штата.

## Отзывы
Мелинда Ньюман из журнала Billboard дала песне высокую оценку, назвав её «достойной обморока» и заявив: «Если бы easy listening („лёгкая музыка“) всё ещё оставалось настоящим жанром, томная „7 Summers“ попала бы прямо на вершину чартов». Элли Клаус из Knoxville News Sentinel сочла этот трек «ностальгическим летним саундтреком». Джейми Гард изThink Country Music объявил его «саундтреком сезона в стиле кантри», полагая, что «свежие, солнечные воспоминания, наполненные сумеречным звуком» очарует слушателей своим «непреодолимым влиянием». Джон Фриман из журнала Rolling Stone назвал песню «восхитительной», похвалил «атмосферную» постановку продюсера Джои Мои, заявив, что она «идеально соответствует настроению истории Уоллена».

## Коммерческий успех
«7 Summers» поставил рекорд по наибольшему числу стрим-потоков первого дня для кантри-песен на сервисе Apple Music (4,6 млн стримов) и дебютировал на 3-м месте в чарте Global Apple Music. Он также побил рекорд службы Spotify первого дня для кантри-песен солного исполнителя.
29 августа 2020 года сингл «7 Summers» сразу дебютировал на первом месте кантри-чарта Hot Country Songs (второй его чарттоппер после «Whiskey Glasses», 2019). Это лишь пятый в истории с 1958 года дебют на вершине этого хит-парада и первый после 2017 года, когда также успешно дебютировал сингл «Meant to Be» (Bebe Rexha и Florida Georgia Line; пробывший рекордные 50 недель на первом месте). В мультижанровом основном американском хит-параде Billboard Hot 100 трек «7 Summers» оказался на № 6. И это только второй дебют в десятке лучших top10 Hot100 для песни сольного кантри-певца без аккомпанирующего партнёра, который появился в Hot Country Songs. Ранее, Гарт Брукс под именем (альтер эго) Chris Gaines дебютировал на № 5 с хитом «Lost in You» в сентябре 1999. Кроме того, «Summers» дебютировал на № 2 в цифровом чарте Digital Song Sales и на № 5 в потоковом чарте Streaming Songs.

## Чарты
| Чарт (2020—2021)                    | Высшая позиция |
| ----------------------------------- | -------------- |
| Австралия (Country Hot 50, TMN)     | 5              |
| Канада (Billboard Canadian Hot 100) | 8              |
| Канада (Billboard Country)          | 12             |
| Новая Зеландия (RMNZ)               | 14             |
| США (Billboard Hot 100)             | 6              |
| США (Billboard Adult Pop Airplay)   | 36             |
| США (Billboard Country Airplay)     | 15             |
| США (Billboard Hot Country Songs)   | 1              |
| США (Rolling Stone Top 100)         | 3              |

| Чарт (2020)                        | Позиция |
| ---------------------------------- | ------- |
| США (Hot Country Songs, Billboard) | 51      |
| Чарт (2021)                        | Позиция |
| США (Hot Country Songs, Billboard) | 46      |

## Сертификации
| Регион                                                                      | Сертификация  | Продажи   |
| --------------------------------------------------------------------------- | ------------- | --------- |
| Канада (Music Canada)                                                       | Платиновый    | 80 000    |
| США (RIAA)                                                                  | 2× Платиновый | 2 000 000 |
| Данные о продажах + прослушиваниях приведены только на основе сертификации. |               |           |